# 月刊コミックブンブン

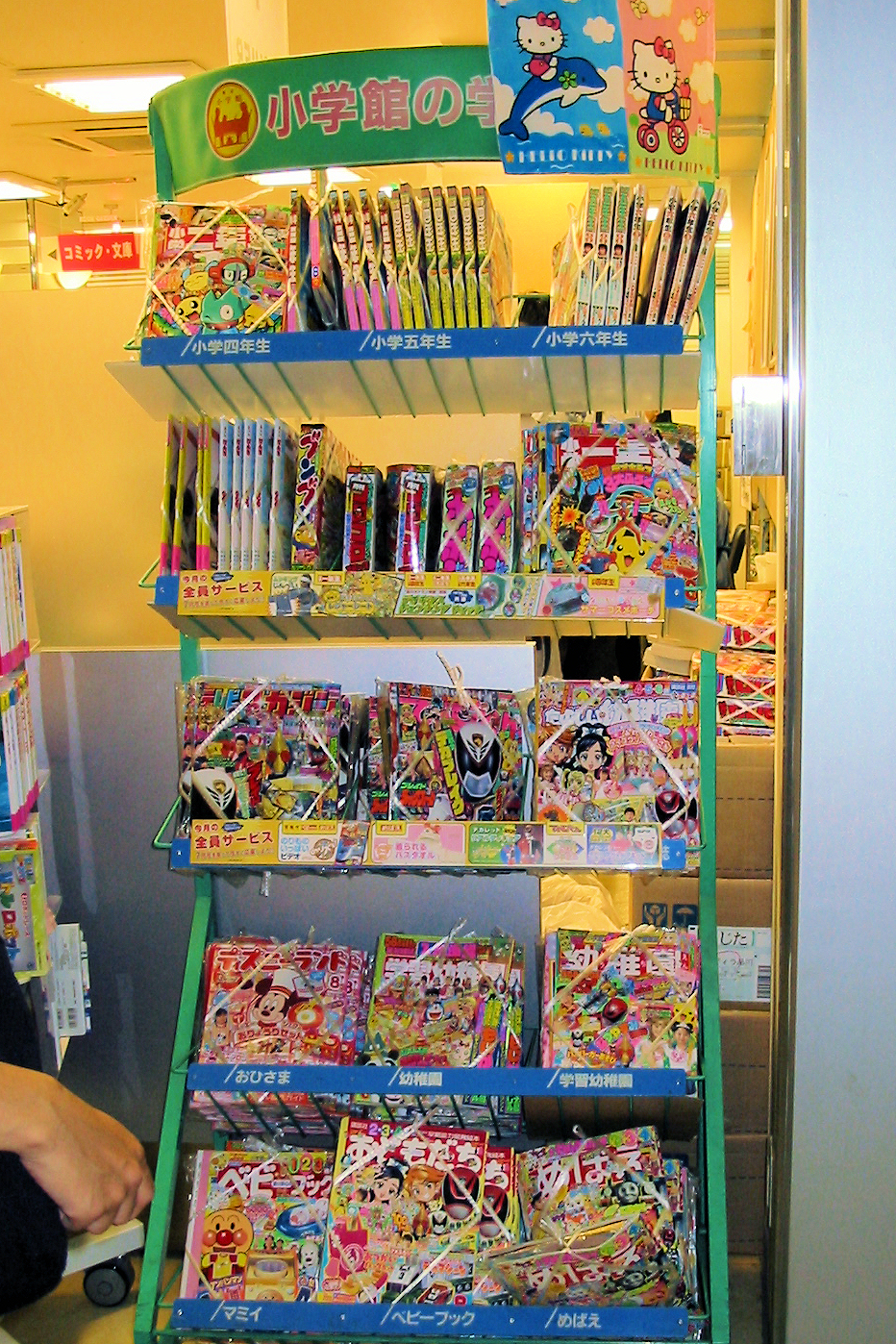
『月刊コミックブンブン』が並ぶ売場（上から2段目（下から4段目）の左端に、『マミイ』『げんき』と隣り合わせで並んでいる。2004年撮影）

『月刊コミックブンブン』（げっかんコミックブンブン）とは、かつてポプラ社が発行していた月刊児童向け漫画雑誌。

## 概要
『月刊プレコミックブンブン』として、2003年12月6日に創刊（2004年1月号）。
当時のポプラ社社長の坂井宏先は、『かいけつゾロリ』のアニメ化に際して、雑誌展開を他社に取られることを避けるための企業防衛として本誌を創刊したと語っている。
創刊当初の雑誌コンセプトは童話・児童文学と少年漫画雑誌の中間を狙ったものであり、誌名の「プレコミック」もそのコンセプトに由来する。また、男子向け・女子向け・両性向けの作品が混在していた。その後『月刊コロコロコミック』のような児童向け漫画誌に転換、ほとんどの作品が男子向けとなり女子向けのものは少なくなっていた。同社からの童話、児童文学のコミカライズ作は転換後も連載されてはいたが、創刊当初よりは雑誌全体の連携色は薄まっていた。
編集は2004年1月号（創刊号）はマッグガーデンが、2004年2月号から2005年2月号まではポプラ社とマッグガーデンの共同出資で設立した編集プロダクションである株式会社ビープラスがそれぞれ行っていた。合弁は2005年に解消されビープラスがポプラ社に吸収合併されたため、2005年3月号以降はポプラ社へ編集が移行された。
児童誌としては珍しく、掲載作品に「この漫画はフィクションです。実在の人物・事件とは関係ありません」という但し書きが添えられていた。
創刊当初からマッグガーデンとの合弁解消までは、『月刊コミックブレイド』や初期『月刊少年ガンガン』で執筆していた作家の作品が多かったが、合弁解消以降はその比率を減らしていった。
2008年10月15日に発売された2008年11月号にて新装刊となり、誌名をそれまでの『月刊プレコミックブンブン』から『月刊コミックブンブン』へ改めた。その際『月刊コロコロコミック』と同じサイズとなり、毎月6日発売から毎月15日発売になるなどの変更が行われた。
2009年9月15日に発売された2009年10月号をもって休刊。なお、該当号の表紙には「最終号」の文字が書かれており、全ての連載作品が完結している。
単行本である「ブンブンコミックス」は、毎月10日に発売されていた。

## アニメ化一覧
NHK
- 忍たま乱太郎（アニメーション制作：亜細亜堂・1993年4月10日 - 放送中・声の出演：高山みなみ、田中真弓、一龍斎貞友[2]、島田敏[3]、大塚明夫[4]、関俊彦、浦山迅[5]、巴菁子、國府田マリ子[6]、江森浩子、むたあきこ他）

テレビ朝日系列
- かいけつゾロリ（アニメーション制作：亜細亜堂・2004年2月1日 - 2005年2月6日・全52話、山寺宏一、愛河里花子、くまいもとこ）
- まじめにふまじめ かいけつゾロリ（アニメーション制作：亜細亜堂・2005年2月13日 - 2007年1月28日・全97話・声の出演：山寺宏一、愛河里花子[7]、くまいもとこ[8]）
- はたらキッズ マイハム組（アニメーション制作：東映アニメーション・2007年10月7日 - 2008年10月5日・全50話・声の出演：野沢雅子、千葉千恵巳、小松由佳、腹筋善之介、永田彬、菊池正美、鈴木真仁、前田愛）

テレビ東京系列
- それいけ!ズッコケ三人組（アニメーション制作：日本アニメーション・2004年4月4日 - 10月3日・全26話・声の出演：高乃麗、松本さち、鶴岡聡、横山智佐、今野宏美、神田朱未、中井和哉、進藤尚美、甲斐田ゆき、辻親八、柳家喬太郎[9]）
- ロビーとケロビー（アニメーション制作：A-1 Pictures・2007年4月1日 - 2008年3月30日・全52話・声の出演：雪野五月、伊東みやこ、水谷優子、茶風林、金田朋子、新垣里沙[10]、松本吉朗）
- ライブオン CARDLIVER 翔（アニメーション制作：トムス・エンタテインメント・2008年10月5日 - 2009年9月27日・全51話・声の出演：石川静、折笠富美子、松野太紀、鈴木真仁、川田紳司、望月久代）

フジテレビ系列
- うんこさん（アニメーション制作：メディアプルポ・2009年4月26日 - 7月19日・全13話・声の出演：坂本頼光）

## 連載作品
- うんこさん （コタニトモコ）
- お兄ちゃん （Q.B.B.）
- かいけつゾロリ （原作・監修：原ゆたか、漫画：きむらひろき）
  - かいけつゾロリ 4コマ大作戦 （原作・監修：原ゆたか、漫画：きむらひろき・熊沢かえで・村上ゆみ子・神田達志）
- 学校の怪談 （原作・監修：日本民話の会、漫画：小川京美）
- 笑撃!突撃!ダジャレスラー （もえる）
- 少年探偵団 BD （原作：江戸川乱歩、漫画：やまざきまこと）
- 心霊探偵クロ （大西俊輔）
- 大仏刑事Z （大崎亮平）
- 忍たま乱太郎 （原作：尼子騒兵衛、漫画：小倉あん子）
- ねじまきジャック （吉田宙丸）
- 熱血野球ファミスタ!! （おぎのひとし）
- パンダうさぎ （そにしけんじ）
- ふしぎ通信トイレの花子さん （南条アキマサ）
- 変形!ヘンケイ!トランスフォーマー （津島直人）
- ぼくらの天使ゲーム （原作：宗田理、漫画：大塚ヨウコ）
- ライブオン CARDLIVER 翔 （原作：吉川兆二、漫画：あいやーぼーる）

## 連載終了作品

### 2004年9月号 - 2006年12月号終了
- ファントム! （大斗改）
- 薫の拳 （作・佐久間信、漫画：東タイラ）
- とつげき! ぷるぷる学園 （くぼたまこと）
- 島っ子だっちゃ! （ないとうくるみ）
- ネムクマ （ボッカ）
- ケッタ・ゴール! （かわせひろし）
- キュウマ! （前田春信）
- 銀河特命隊パキントキント （原作：並木さとし、漫画：山上正月）
- トツゲキ!体験おけいこ道 （滝沢のぼる）
- ブンブン流まんが学習のススメ （監修：江口尚純、漫画：おぎのひとし）
- コロボットアドベンチャー （ナナスベトウジ）
- 久字古妖怪伝ふわゆら （丸べこ）
- クータマ （中川いさみ）
- ペケペケペケル （いがらしみきお）
- すぷーす （くんくみこ）
- ともだちロボットギタローくん （原作：タケカワユキヒデ、漫画：牧野博幸）
- フェアリーアイドルかのん （袴田めら）
- ス・パ・ナ （凪沢亮介）
- からどろ （大西俊輔）
- はむこ参る! （原作:尼子騒兵衛、マンガ：小倉あん子）

### 2007年1月号 - 12月号終了
- ラッキーナイトカスタードくん （渡辺道明）
- いたずらまじょ子の大冒険 （原作：藤真知子、漫画：みずなともみ）
- ブンブンまんがクラブ （構成：小山田つとむ、漫画：赤垣新二）
- タロットマスター （岩村俊哉）
- おさわり探偵 小沢里奈 （シナリオ：白川晶、漫画：加曽利りあら）
- 名探偵ズッコケ三人組 （原作：那須正幹、原作イラスト：前川かずお、高橋信也、漫画版シナリオ：矢澤和重、漫画：新山たかし）
- おかん （凪原ナツ）
- ハンナのかばん （原作：カレン・レビン、監修：石岡史子、漫画：近藤たかし）
- ラブスイーツ プチモン♥コレクション （小鳩まり）
- ペンペとギンギー （中川いさみ）
- 少年ダンディ （ボッカ）
- サイボーグ犬ワッチー （高田ミレイ）
- 熱血先生! （井漕尚樹）
- 超人ママMAX （北枕よしたけ）
- くわがたツマミ （原案：ラレコ、まんが：ねじまき我人）
- アキラのうどんはサヌキもり!! （津島っくす）（2007年5月号以降休載扱い）

### 2008年1月号 - 12月号終了
- 和・和・和 ワッピちゃん（ルコラニコラ）
- ロビー&ケロビー （原作：黒崎玄、漫画：おぎのひとし）
- 幻獣球史バッズ!! （イマイヒヅル）
- 守護闘神狛王 （津島直人）
- まかせてPETくん （そにしけんじ）
- パール王国物語 プリンス・プリンセス （田伊りょうき）
- 恐竜の時間 （塩谷仁）
- はたらキッズ マイハム組 （原作：東堂いづみ、漫画：小鳩まり）
- パン&ジェームズのおきらくあにまる小学校 （漫画：滝沢のぼる、協力：カドリー・ドミニオン）
- 百獣学園ナゲットさん （とくたけきょうこ）
- フットサル・エイジ CRAQUE!! （漫画：ゆづか正成、監修：市原誉昭）
- ガチャの神さま! （北枕よしたけ）
- 大仏刑事 （大崎亮平）

### 2009年1月号 - 9月号終了
- 装星機ガジェットロボ4コマ笑劇場 （漫画：みついひろゆき、監修：クリエイティヴ・コア）
- 三ツ星グルメ部Egg!! （ナカタハルカ）
- 天下統一!! ノブナガブレード （原作：山田健一、漫画：小玉有起）
- ルーンファクトリーフロンティア 空と大地の冒険王 （原作：はしもとよしふみ、漫画：田伊りょうき）
- ぼくらの七日間戦争 （原作：宗田理、漫画：大塚ヨウコ）
- ヘイお待ち! カツ丼さん （ボッカ）
- つなぎ犬 （川口憲吾）
- 髭ヒゲ☆ホビーショー （寛森一矢）
- 鉄道キング GO!! （吉田健二）
- ペン回し伝説 スピナーキング翼 （いそうなおき）
- アイテムゲッター （とくたけきょうこ）

## 発行部数
- 2006年（2005年9月 - 2006年8月） 80,309部[11]
- 2007年（2006年9月 - 2007年8月） 62,838部[11]
- 2008年（2007年10月 - 2008年9月） 40,984部[11]